# Abergement-le-Petit
Abergement-le-Petit là một xã của tỉnh Jura, thuộc vùng Franche-Comté, miền đông nước Pháp.